# Беэр-Яаков
Беэр-Яако́в (ивр. באר יעקב‎) — населённый пункт в Израиле, получивший статус города летом 2021 года, в 20 км к юго-востоку от Тель-Авива.

### История
Назван в честь раввина Яакова Ицхаки (1848—1917), возглавившего группу горских евреев, репатриантов с Кавказа, основавших здесь в 1907 году сельскохозяйственное поселение. Есть местный совет. 
На первом этапе Войны за независимость Беэр-Яаков страдал от нападений арабского отряда Хасана Салама, ставка которого находилась на границе поселка (взорвана 5 апреля 1948 года). После войны в посёлок влилось ещё около 700 семей. 

### Экономика
Имеется ряд промышленных предприятий, больница для престарелых. В настоящее время ведется обширное строительство жилых зданий, мест отдыха (озеро, парк) и сети шоссейных дорог.

## Население
По данным Центрального статистического бюро Израиля, население на начало 2020 года составляло 27 768 человек.

## Известные уроженцы
- Яаков Ицхаки, основатель поселения Беэр-Яаков